# Korawa
Korawa (biał. Корава; ros. Корово, Korowo) – wieś na Białorusi, w obwodzie witebskim, w rejonie orszańskim, w sielsowiecie Piszczaława, nad Paczalicą i przy drodze magistralnej M1.